# Jamaica Plain
Pour les articles homonymes, voir Jamaica.
Jamaica Plain (familièrement appelé « JP » par les habitants) est un quartier de la ville de Boston, dans l'État du Massachusetts, aux États-Unis. Il faisait partie à l'origine de West Roxbury, qui fut annexé par Boston en 1874. Le quartier comptait 37 468 habitants en 2010.
Le botaniste Alfred Rehder (1863-1949) est mort dans le quartier. De 1918 à 1940, il est le conservateur de l'arboretum Arnold à Jamaica Plain et dirige la publication de l’arboretum. Ce dernier fut créé en 1872 pour l'université Harvard.

## Histoire
Quand Jamaica Plain est devenu un quartier de Boston, le taux de croissance a continué d'augmenter. Les maisons à trois étages sont apparues dans les années 1870 et se sont rapidement propagées dans les années 1890. À Jamaica Plain, les premiers blocs commerciaux ont été construits dans les années 1870, avec le premier bâtiment commercial de briques érigé en 1875. En 1873, le poste de police de brique imposant a été construit sur Seavern Street. La vallée de Stony Brook a longtemps été le centre industriel de Jamaica Plain. En 1871, la brasserie Haffenreffer a ouvert près de Boylston Street et Amory Street, profitant de la Stony Brook aquifère et la présence d'immigrants allemands dans la région. La même année, le club social Boylston Schul Verein allemand a ouvert juste en face de la voie ferrée, une des nombreuses organisations pour les résidents allemands du quartier. Au sud, la BF Sturtevant Sociéty a ouvert une usine de ventilateurs industriels en 1878 le long de la voie ferrée entre Williams et Green Street, qui s'est rapidement agrandie pour employer 500 salariés. En 1901, l'usine a subi un grave incendie et l'entreprise s'est déplacée à Hyde Park plusieurs miles au sud.

## Géographie

### Sous-quartiers
Jamaica Plain est composée d'un certain nombre de sous-districts historiques distincts. Certains de ces noms sont maintenant archaïque.
- Brookside, délimité par Boylston Street, Green Street, Washington Street et Southwest Corridor Park.
- Egleston Square à l'intersection de Columbus Avenue et Washington Street limite entre Jamaica Plain et Roxbury
- Forest Hills, délimité par l'Arborway (en), Morton Street, Walk Hill Street, South Street et Forest Hills Cemetery
- Hyde Square, place autour de Centre Street, Day Street, et Perkins Street
- Jackson Square intersection de Columbus Avenue et Centre Street. Station de la ligne orange du métro.
- Jamaica Hills au nord-ouest de l'arboretum Arnold, inclant Moss Hill et Green Hill.
- Parkside délimité par Washington Street, Egleston Square, Morton Street et Franklin Park.
- Pondside delimité par Centre Street, Perkins Street et Jamaicaway.
- South Street
- Sumner Hill delimité par Seaverns Avenue, Everett Street, Sedgwick Street et Newbern Street.
- Sunnyside delimité par Centre Street, Day Street, Round Hill Street et Gay Head Street.
- Woodbourne au sud de Forest Hills, delimité par Walk Hill Street, Goodway Street et Wachusett Street.

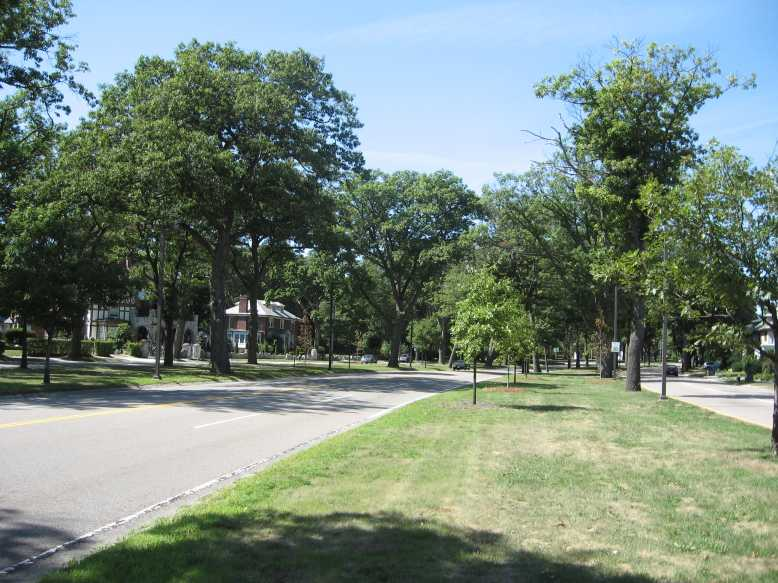
Arborway entre Jamaica Pond et l'arboretum Arnold
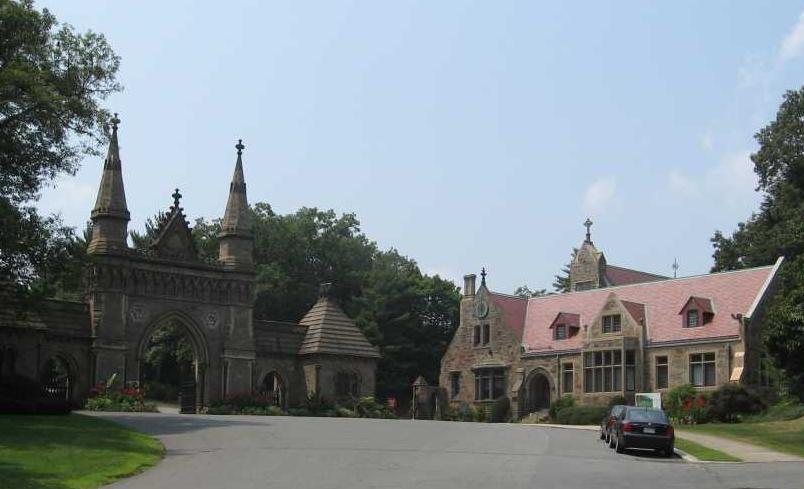
entrée de Forest Hills Cemetery
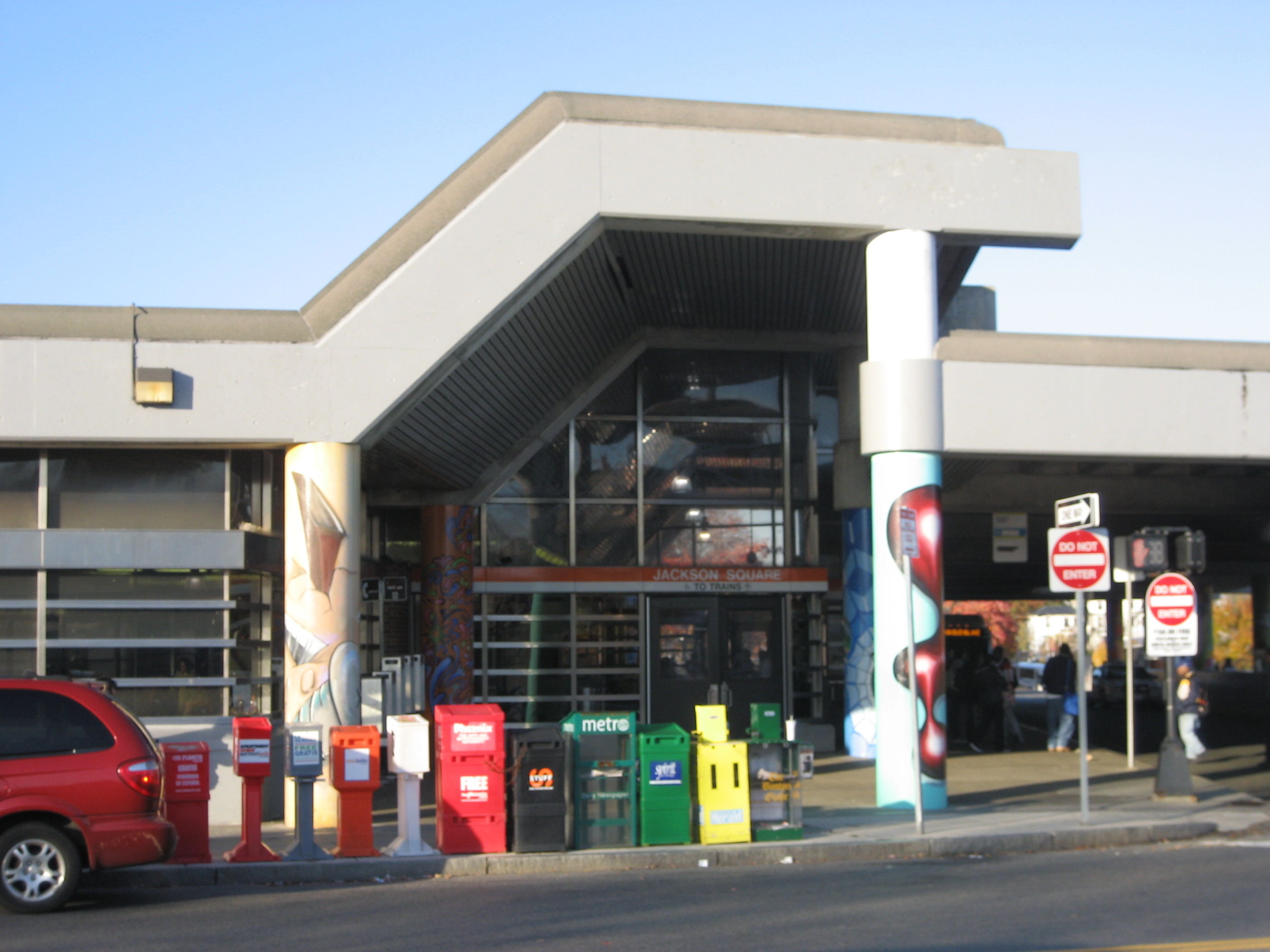
Entrée de Jackson Square station

### Espaces verts

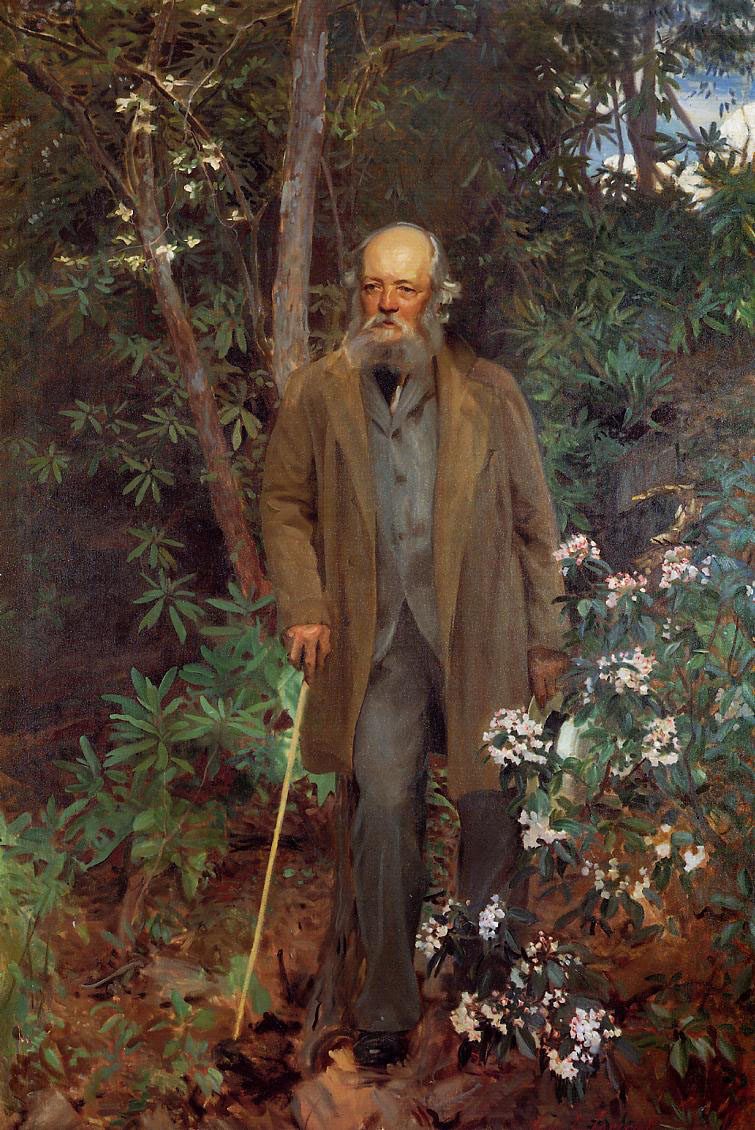
Portrait de Frederick Law Olmsted par John Singer Sargent.

Jamaica Plain, fut souvent appelé au XIXe siècle comme l'Eden de l'Amérique. C'est l'un des quartiers les plus verts de la ville de Boston. Le quartier est bordé par un grand nombre de joyaux du système de parc Emerald Necklace (en) (chaîne de 445 hectares de parcs reliés par des promenades et des cours d'eau à Boston et à Brookline) conçu au XIXe siècle par Frederick Law Olmsted:
- Olmsted Park (en) (appelé auparavant Leverett Park) inscrit le 8 décembre 1971 au Centre des monuments nationaux (Registre national des lieux historiques- NRHP) le long de la Route 9 de Riverway south à Perkins Street, incluant Leverett Pond, Willow Pond et Ward's Pond.
- Jamaica Pond (en) d'une superficie de 240 000 m2 est le plus grand et le plus profond bassin d'eau douce à Boston.
- L'arboretum Arnold est également inscrit au NRHP le 15 octobre 1966 d'une superficie de 1,1 km2 contient une collection de plantes de renommée mondiale entretenue par l'université Harvard.
- Franklin Park d'une superficie de 2,1 km2 est le plus grand parc de la ville contenant le plus grand parc zoologique de la Nouvelle-Angleterre, le Franklin Park Zoo.

Ces parcs sont reliés par des promenades, dont chacun fait partie de l'Emerald Necklace. Du sud au nord ce sont les Arborway (en), la Jamaicaway (en) et le Riverway (en).

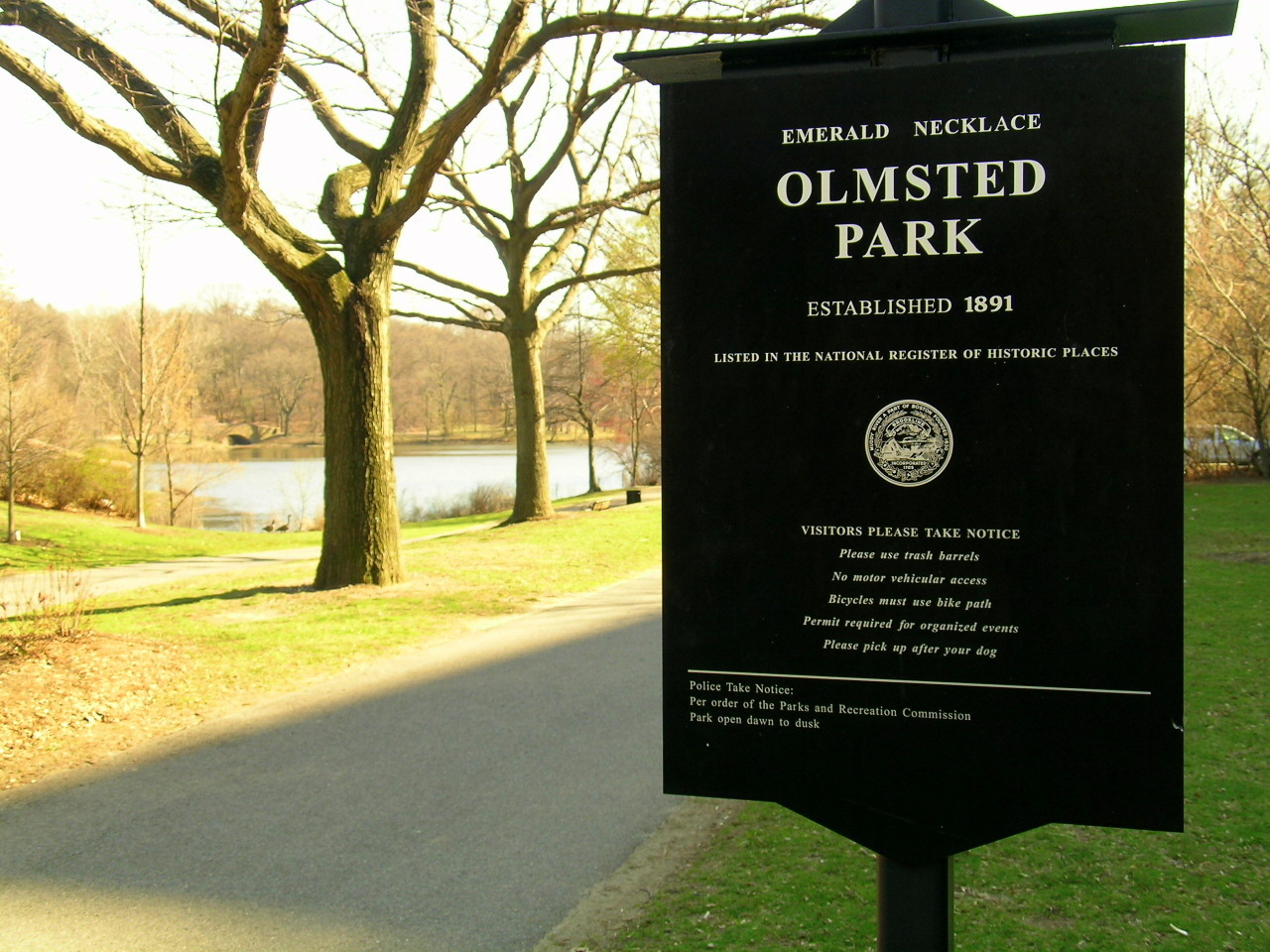
Le panneau d'entrée d'Olmsted Park
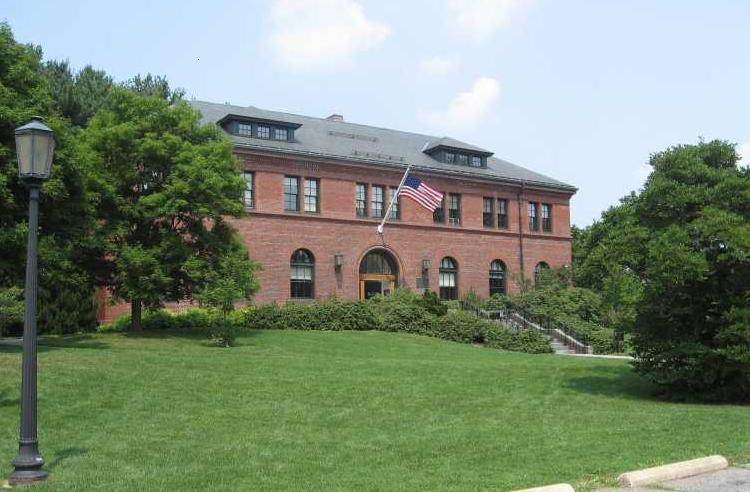
Hunnewell Building, arboretum Arnold
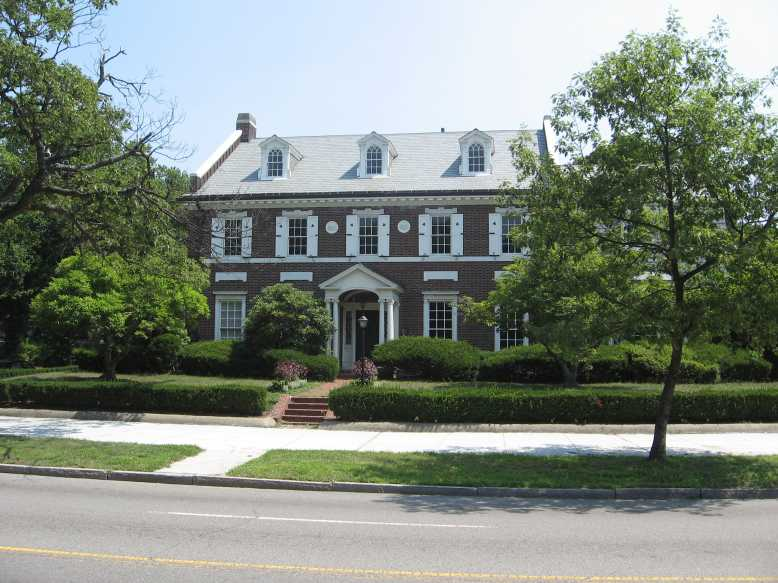
Curley House à Jamaicaway

## Démographie
Au recensement de 2010 la population du quartier s'élevait à 37 468 habitants contre 38 176 au recensement de 2000 soit une diminution de 1,9 %. La population de Jamaica Plain est composée majoritairement de Blancs (53,6 %), suivi par les Hispaniques (25,3 %), les Noirs (13,4 %) et les Asiatiques (4,4 %). Le nombre d'habitations est de 14 390 contre 13 159 en 2000 soit une augmentation de 9,4 % avec un taux d'occupation en baisse également passant de 97,4 % à 95,5%.
Le revenu moyen en 2009 s'élevait à 65 963 dollars, avec 7,3 % de la population ayant un revenu inférieur à 10 000 dollars et 6,3 % supérieur à 200 000 dollars, par contre 24 % ont un revenu compris entre 75 000 dollars et 125 000 dollars .

## Transport
Jamaica Plain est desservi par le réseau de bus et de métro de la Massachusetts Bay Transportation Authority (MBTA).
La branche E de la ligne verte de tramway se termine à Heath Street et Huntington Avenue South. Le service d'autobus continue le long de Huntington Avenue South, Centre Street et de South Street a son terminus à Forest Hills Station (en). La ligne de train rapide Orange fonctionne en dessous du niveau de la rue au milieu de Jamaica Plain, avec des arrêts à Jackson Square Station (en), Stony Brook Station (en), Green Street Station (en) et Forest Hills Station (en). Des bus relient Jamaica Plain avec Roslindale, West Roxbury, Hyde Park et les banlieues de Dedham, Westwood et Walpole au sud et le reste de Boston par des voies routières. La station de Forest Hills est une plaque tournante du transport et se trouve à proximité à pied de l'arboretum Arnold et du cimetière de Forest Hills.
La ligne de la Needham du Commuter Rail s'arrête à la gare de Forest Hills et de nombreuses autres lignes sont facilement accessibles en prenant le métro ligne orange à Ruggles et Back Bay.

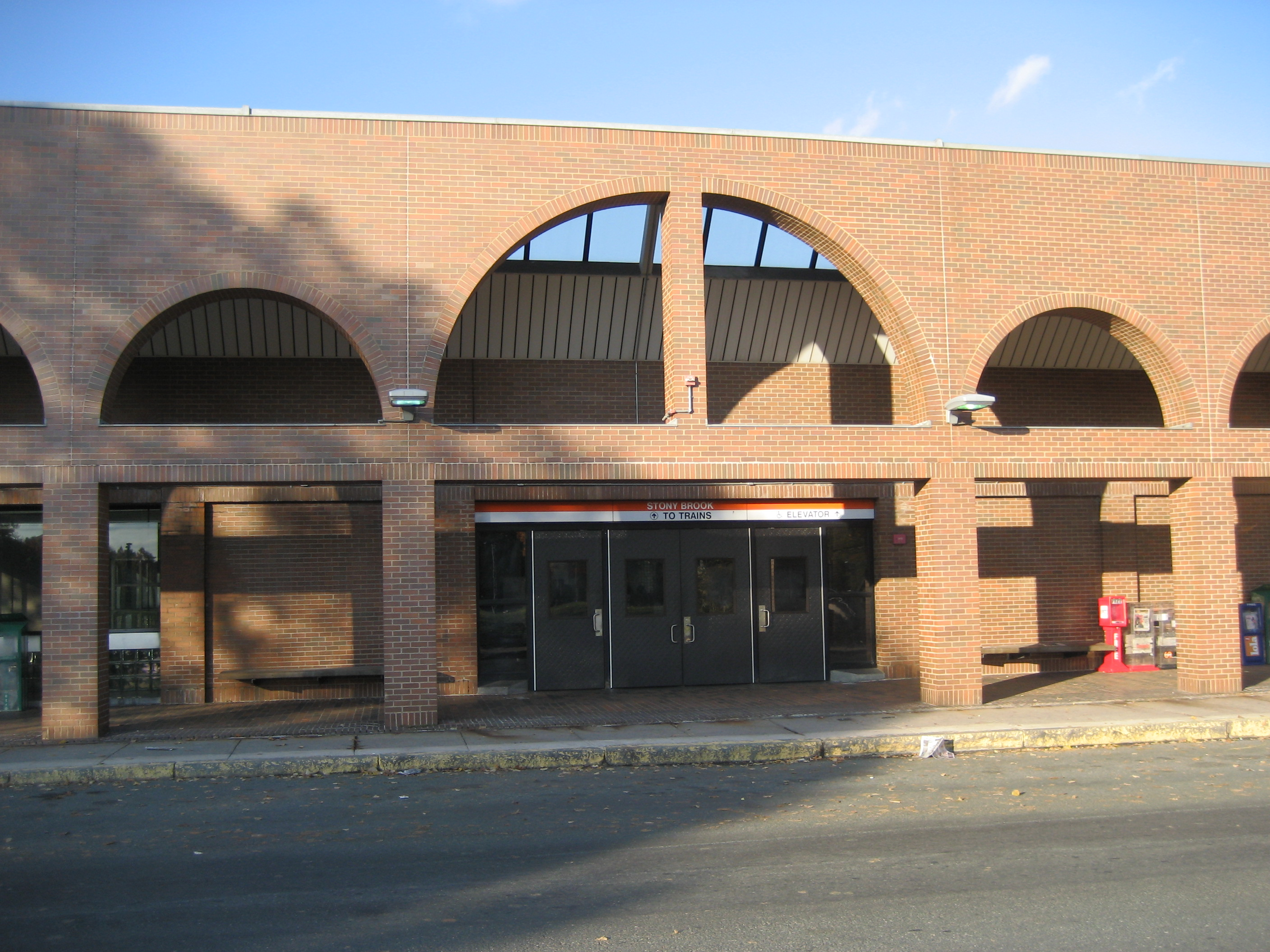
Entrée principale de Stony Brook
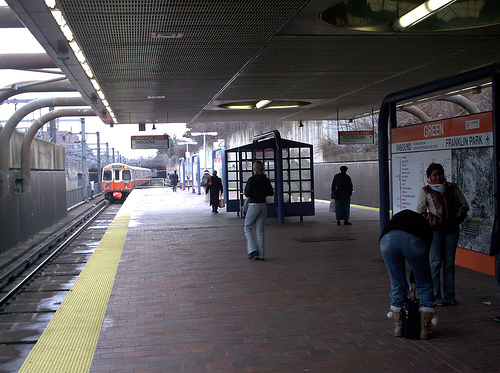
Quai à Green Street
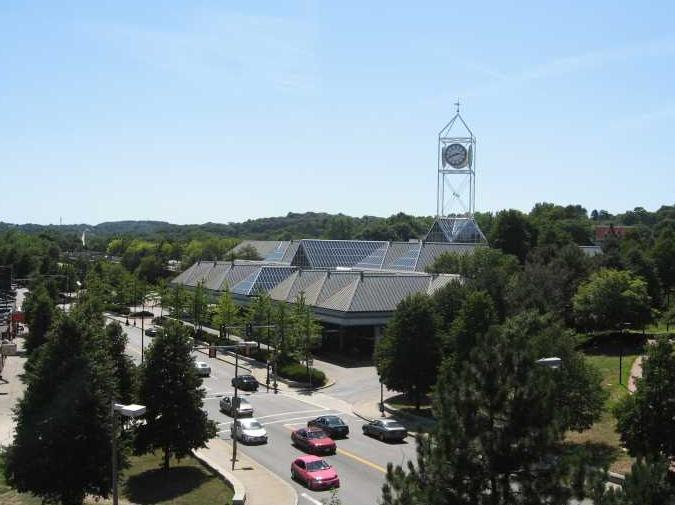
Forest Hills Station

## Personnalités liées au quartier
- Sylvia Plath née le 27 octobre 1932 à Jamaica Plain, dans la banlieue de Boston, et morte le 11 février 1963 à Primrose Hill (Londres), est une écrivaine et poétesse américaine, autrice de poèmes, d'un roman, de nouvelles, de livres pour enfants et d'essais.
- William Heath (7 mars 1737-24 janvier 1814) fermier, soldat et homme politique américain qui a servi comme major général de l'Armée continentale pendant la guerre d'indépendance des États-Unis.
- Francis Parkman (16 septembre 1823-8 novembre 1893), historien et spécialiste en horticulture.
- Robert Bacon (5 juillet 1860–29 mai 1919), homme d'État et diplomate américain, qui fut le 39e secrétaire d'État de janvier à mars 1909.

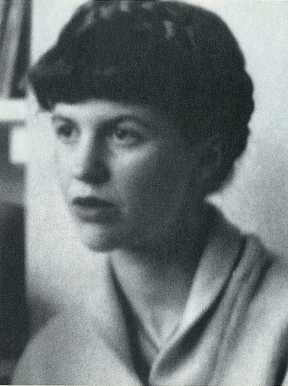
Sylvia Plath
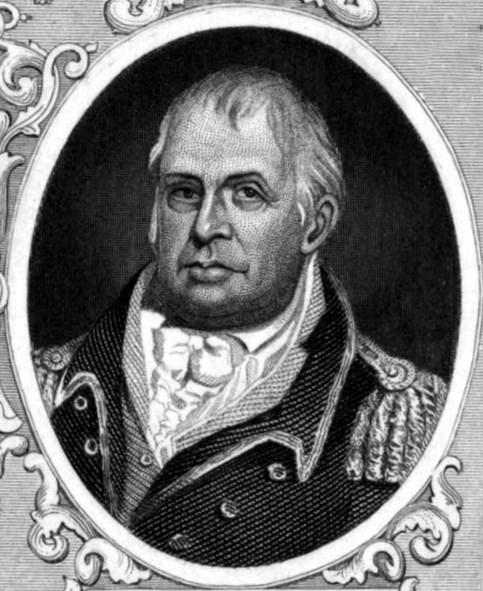
William Heath
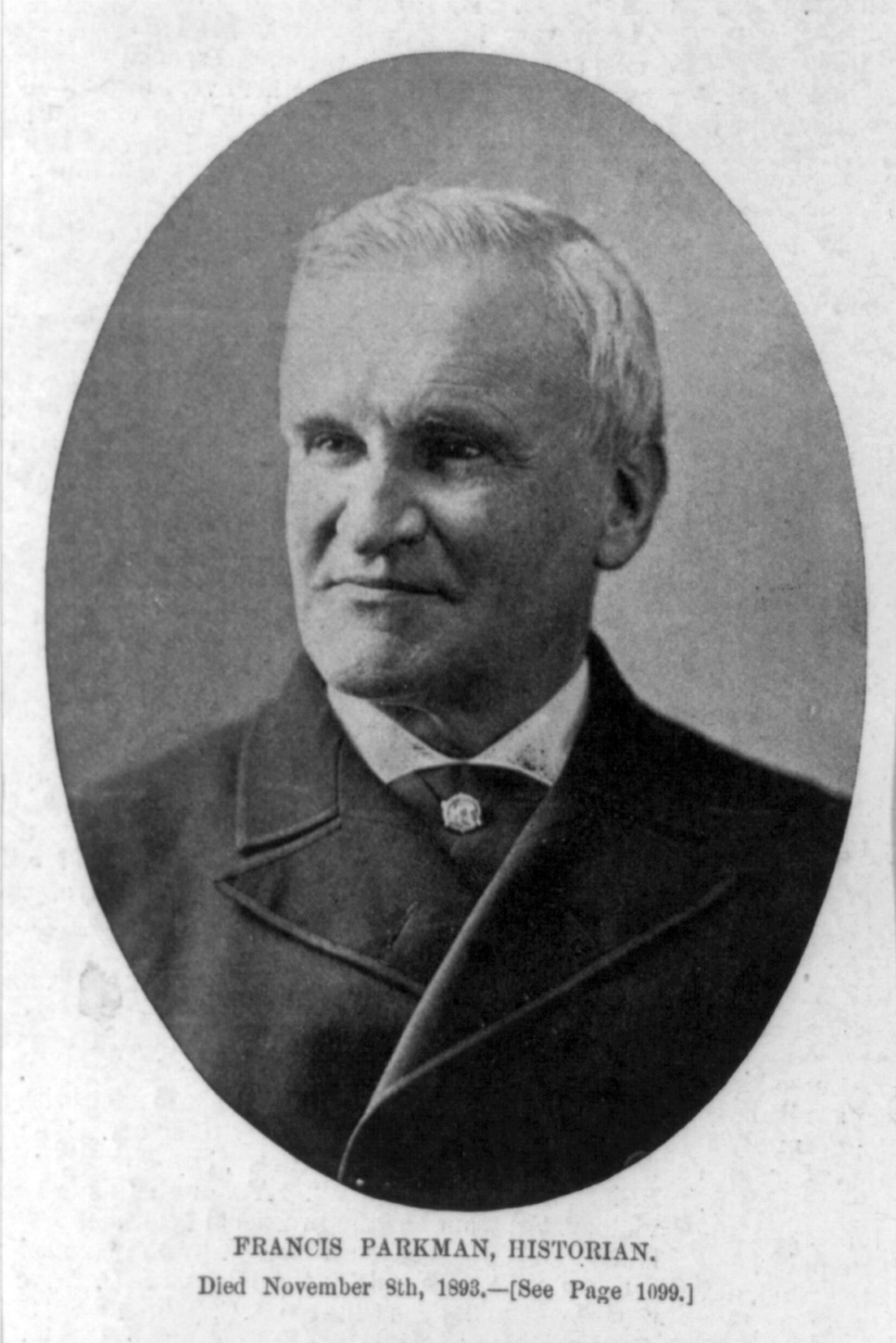
Francis Parkman
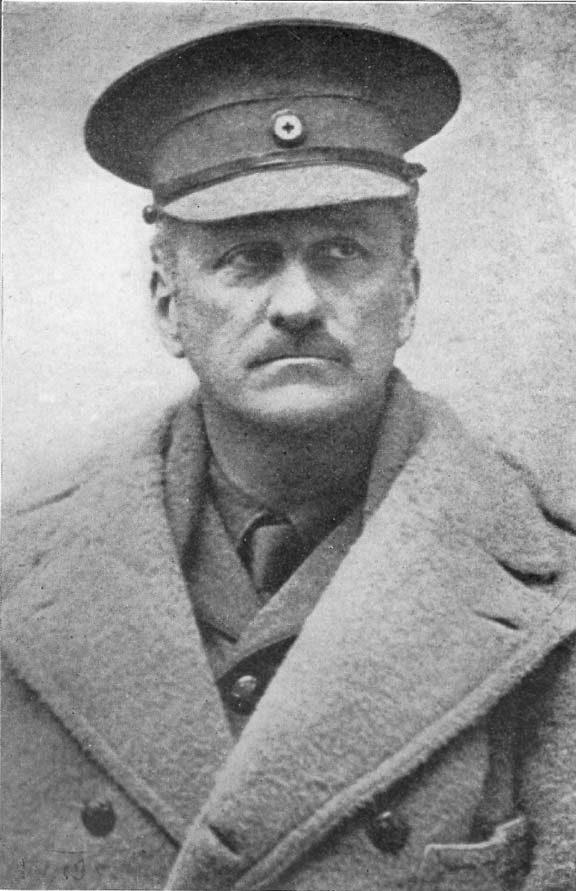
Robert Bacon